# For Proper Stylus Care
For Proper Stylus Care est un album compilation de musique rock, au format 33 tours. Il a été commercialisé aux États-Unis en 1996 et était disponible dans les autres pays en import.

## Titres

### Face A
1. Lords Of Howling - Ordinary Launch
2. Granfaloon Bus - The Witch Doctors
3. Rollerball - Marley Flags
4. Stertorous - S. W. Taylor
5. Chokebore - Nylon
6. Spurge - Light Blue
7. Matt Schulte - Burns within the Heart

### Face B
1. Masaya - Traits of Masaya
2. Masaya - Gongs of Manong
3. Freakseen - Shift
4. Rollerball - Big Honey
5. Stertorous - Arabian Thieves

## Commentaires
La face A comporte sept chansons, la face B seulement cinq.
Masaya, Rollerball et Stertorous interprètent chacun deux chansons sur cet album.
La chanson de Chokebore Nylon est une pré-version de la chanson Lemonade disponible sur l'album Anything Near Water.